# Chocó biogeográfico
El Chocó biogeográfico es una región biogeográfica neotropical (húmeda) localizada desde la región al este de Panamá, pasando por la costa pacífica de Colombia y el litoral de Ecuador con Perú. El Chocó biogeográfico incluye además la región de Urabá, un tramo de litoral caribeño en el noroeste de Colombia, en Colombia tiene presencia en los departamentos del Chocó (por quién recibe su nombre; ya que ocupa aproximadamente el 2% de la superficie terrestre y es uno de los espacios naturales más ricos del mundo), Valle del Cauca, Cauca, Nariño y en menor proporción Antioquia. También abarca el este de la República de Panamá, en la provincia del Darién y el valle medio del río Magdalena y sus afluentes Cauca-Nechí y San Jorge. Asimismo, limita al sur con la ecorregión del Bosque seco ecuatorial.
El Chocó biogeográfico cubre 187.400 km². El terreno es un mosaico de planicies fluviomarinas, llanuras aluviales, valles estrechos y empinados y escarpes montañosos, hasta una altitud de aproximadamente 4.000 m s. n. m. en Colombia y más de 5.000 m s. n. m. en Ecuador. 
Las planicies aluviales son jóvenes, desarrolladas y muy dinámicas: San Juan, Atrato, San Jorge, Cauca-Nechí y Magdalena.
El clima es de los más lluviosos del mundo y su punto más húmedo está en la cuenca del río Naya, cerca a la cabecera municipal de López de Micay (Colombia). La cual ha registrando 13.000 mm de lluvia por año; en ningún punto de la región es menos de 3.000 mm por año y, en algunos sitios, puede alcanzar hasta 16.000 mm por año. El municipio de Lloró en Colombia se considera el segundo lugar más lluvioso del planeta.
La alta pluviosidad, la condición tropical y su aislamiento (separación de la cuenca amazónica por la Cordillera de los Andes) han contribuido para hacer de la región del Chocó biogeográfico una de las más diversas del planeta : 9000 especies de plantas vasculares, 200 de mamíferos, 600 de aves, 100 de reptiles 120 de anfibios. Hay un alto nivel de endemismo: aproximadamente el 25% de las especies de plantas y animales.

## Conservación

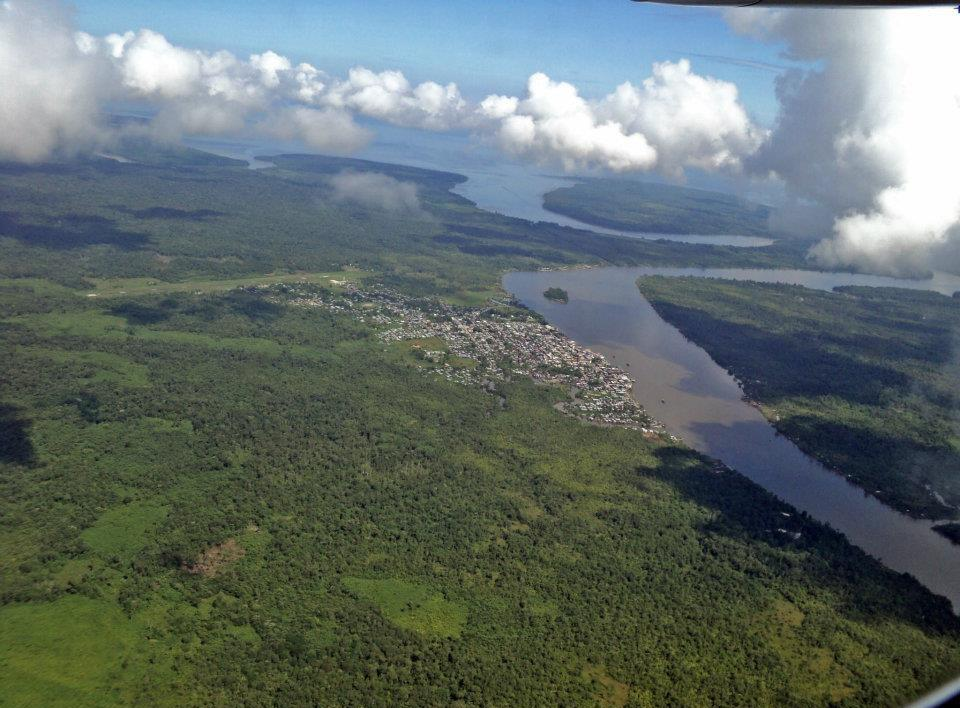
Vista aérea de Guapi.

El Chocó biogeográfico es un área prioritaria de conservación para muchas organizaciones conservacionistas internacionales. Aproximadamente el 6,3% del Chocó es protegido por Reservas Ecológicas y Parques Nacionales. Hay esfuerzos en curso para conectar estas áreas protegidas y formar un pasillo continuo de la conservación que se extienda de Panamá a Perú. Muchas organizaciones están también trabajando para fortalecer la protección de los parques y reservas existentes para asegurar su futura conservación.

## Ecología

### Fauna
La región del Chocó biogeográfico alberga una gran biodiversidad; entre algunas especies de animales presentes en la región se encuentran grandes especies de mamíferos como el tapir centroamericano (Tapirus bairdii), el mono araña cabeza negra (Ateles Fusciceps), jaguar (Panthera Onca), algunas de aves como el tucán del Chocó (Ramphastos brevis), endémica del área, y la águila harpía (Harpia harpyja), entre muchas otras especies más.

### Flora
Debido a su gran variedad de ecosistemas podemos encontrar un muy diversificado tipo de especies, muchas de ellas en peligro. Solo en el parque nacional natural Farallones del Cali, Colombia, se identificaron 108 especies de plantas importantes por encontrarse amenazadas, debido sobre todo a la extracción ilegal e insostenible de ejemplares para fines maderables, como el roble negro (Trigonobalanus excelsa), la caoba (Swietenia macrophylla) y el cedro tropical (Cedrela odorata) especies de alta demanda en el mercado internacional.

## Importancia geoestratégica
En esta área geográfica persisten en Colombia dos proyectos de gran envergadura: la construcción del tramo faltante de la carretera Panamericana que uniría a Norteamérica con Sudamérica, a través del denominado Tapón del Darién; y la construcción de un canal interoceánico que haga uso del río Atrato y permita el tránsito de barcos de mayor calado (con relación al canal de Panamá 2006) entre los océanos Atlántico y Pacífico.